# Alpinia (owady)
Alpinia – rodzaj chrząszczy z rodziny kusakowatych i podrodziny Aleocharinae.
Rodzaj ten opisany został w 1948 roku przez Larsa Brundina. W jego obrębie wyróżnia się podrodzaje Alpinia s.str. i Alpinia (Petrammostiba). Opisany przez Marca Tronqueta w 1998 podrodzaj Alpinia (Cantaberella) został w 2000 wyniesiony do rangi osobnego rodzaju. Według Volkera Assiga Alpinia może być bliżej spokrewniona z Atheta niż z Cantaberella.
Chrząszcze o ciele długości od 1,8 do 2,8 mm. Ubarwione są czarno z całkiem brunatnymi lub częściowo czarniawymi odnóżami. Oskórek mają matowy lub tłusto połyskujący. Głowa jest u nich prawie tak szeroka jak przedplecze, wyposażona w bardzo małe oczy i znacznie od nich dłuższe, obrzeżone z tyłu skronie. Mniej lub bardziej poprzeczne przedplecze cechuje się owłosieniem skierowanym wzdłuż linii środkowej ku tyłowi. Pokrywy są ku tyłowi rozszerzone i znacznie krótsze od przedplecza. Odwłok zwęża się ku tyłowi lub ma równoległe boki. Zwykle jego 4 początkowe tergity mają równie wyraźne poprzeczne wgłębienia u nasady, ale zdarzają się, zwłaszcza wśród samic, osobniki u których wgłębienie na tergicie czwartym jest słabe lub niewidoczne.
Owady wysokogórskie, spotykane wśród korzeni traw i w lekko wilgotnym żwirku w sąsiedztwie zalegających płatów śniegu. W Polsce stwierdzono 3 gatunki, w Tatrach i na Babiej Górze.
Do rodzaju należą m.in.:
- Alpinia alpicola (Miller, 1859)
- Alpinia carpathica (Miller L., 1868)
- Alpinia lohseiana Zerche, 1995
- Alpinia rosai Pace, 1978[4]